# SpaceX CRS-8

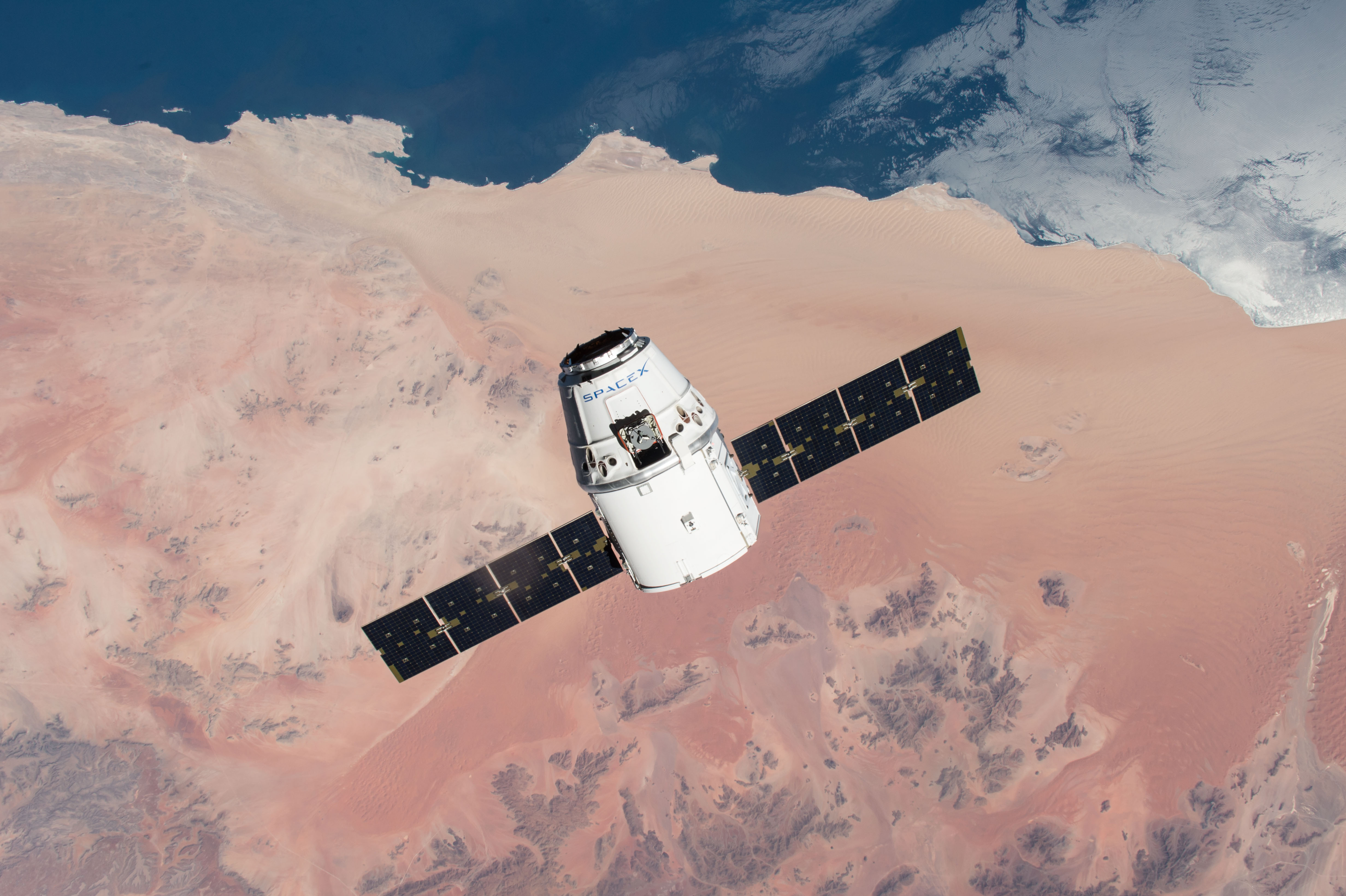
Вигляд «SpaceX CRS-8» з МКС на фоні Землі

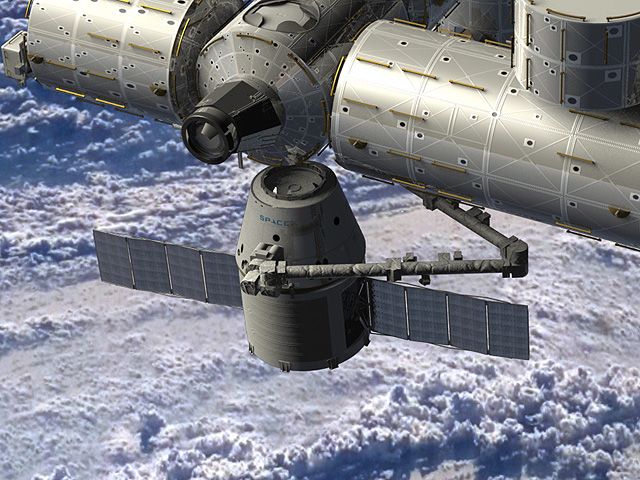
SpaceX CRS-8 стикується з МКС.

SpaceX CRS-8 (також відомий як SpX-8) — десятий політ автоматичного вантажного корабля  Dragon компанії SpaceX. Восьмий політ за програмою постачання  Міжнародної космічної станції, виконаний SpaceX за контрактом Commercial Resupply Services (CRS) з NASA. Старт відбувся 8 квітня 2016 року.
Вперше після успішного запуску корабля здійснено повернення і м'яку посадку першого ступеню ракети-носія «Falcon 9 Full Thrust» на плаваючу платформу ASDS.
Починаючи з цієї місії всі вантажні кораблі «Dragon» будуть оснащені програмним забезпеченням, що дозволяє у випадку аварії ракети-носія під час запуску від'єднатися від неї, скинути носовий конус і негерметичний контейнер, відкрити парашути і приводнитися в океан, зберігши герметичний вантаж на борту. Наявність цієї можливості зберігатиметься протягом всього 10-хвилинного польоту ракети-носія Falcon 9, за винятком останніх 20 секунд роботи другого ступеня.

## Запуск
6 квітня, в рамках процедури підготовки до запуску, проведено традиційне коротке тестове запалювання двигунів першого ступеня Falcon 9 (static fire), для підтвердження готовності всіх систем ракети до старту.
Успішний запуск ракети-носія Falcon 9 відбувся 8 квітня 2016 року о 20:43  UTC зі стартового комплексу SLC-40 на  мисі Канаверал. Корабель «Dragon» виведений на цільову орбіту 209 × 353 км, нахилення 51,6 ° через 10,5 хвилин після старту. Через 3 хвилини були розкриті крила сонячних батарей.

## Зближення і стикування
10 квітня після зближення «SpaceX CRS-8» з МКС під керівництвом астронавтів Тімоті Піка і Джефрі Вільямса відбулося захоплення вантажного корабля краном-маніпулятором «Канадарм2». Його було пристиковано до МКС о 13:57 (UTC) до модуля «Гармоні».

## Корисне навантаження

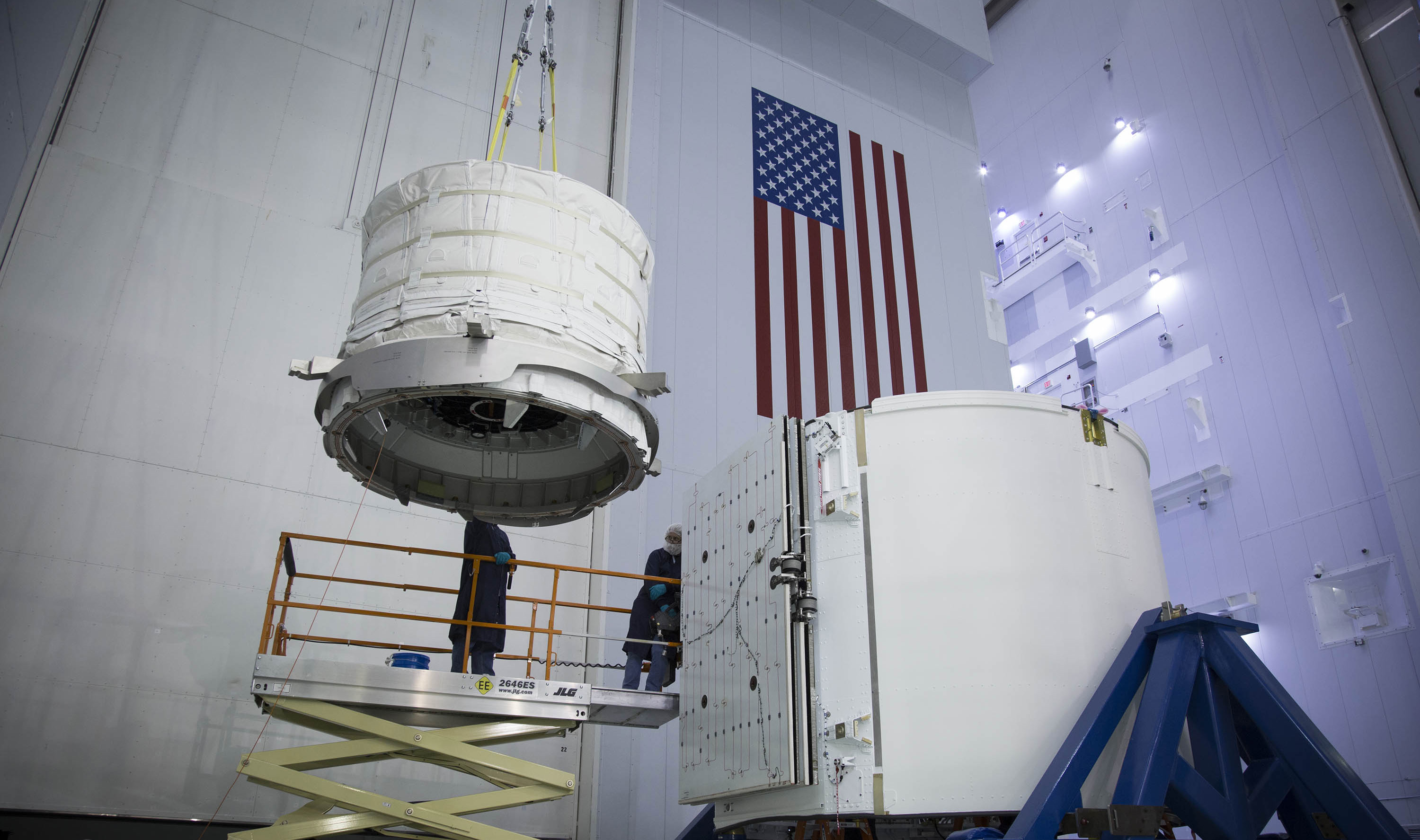
Модуль BEAM завантажують в негерметичний контейнер корабля Dragon.

Dragon доставив на  МКС 3136 кг корисного вантажу. У герметичному відсіку доставлено понад 1723 кг (з урахуванням упаковки), в тому числі:
- Матеріали для наукових досліджень — 640 кг
- Провізія і речі для екіпажу — 547 кг
- Обладнання та деталі станції — 306 кг
- Устаткування для виходу у відкритий космос — 12 кг
- Комп'ютери та комплектуючі — 108 кг
- Російський вантаж — 33 кг

У негерметичному контейнері доставлено експериментальний надувний модуль  BEAM. Маса модуля — 1413 кг.

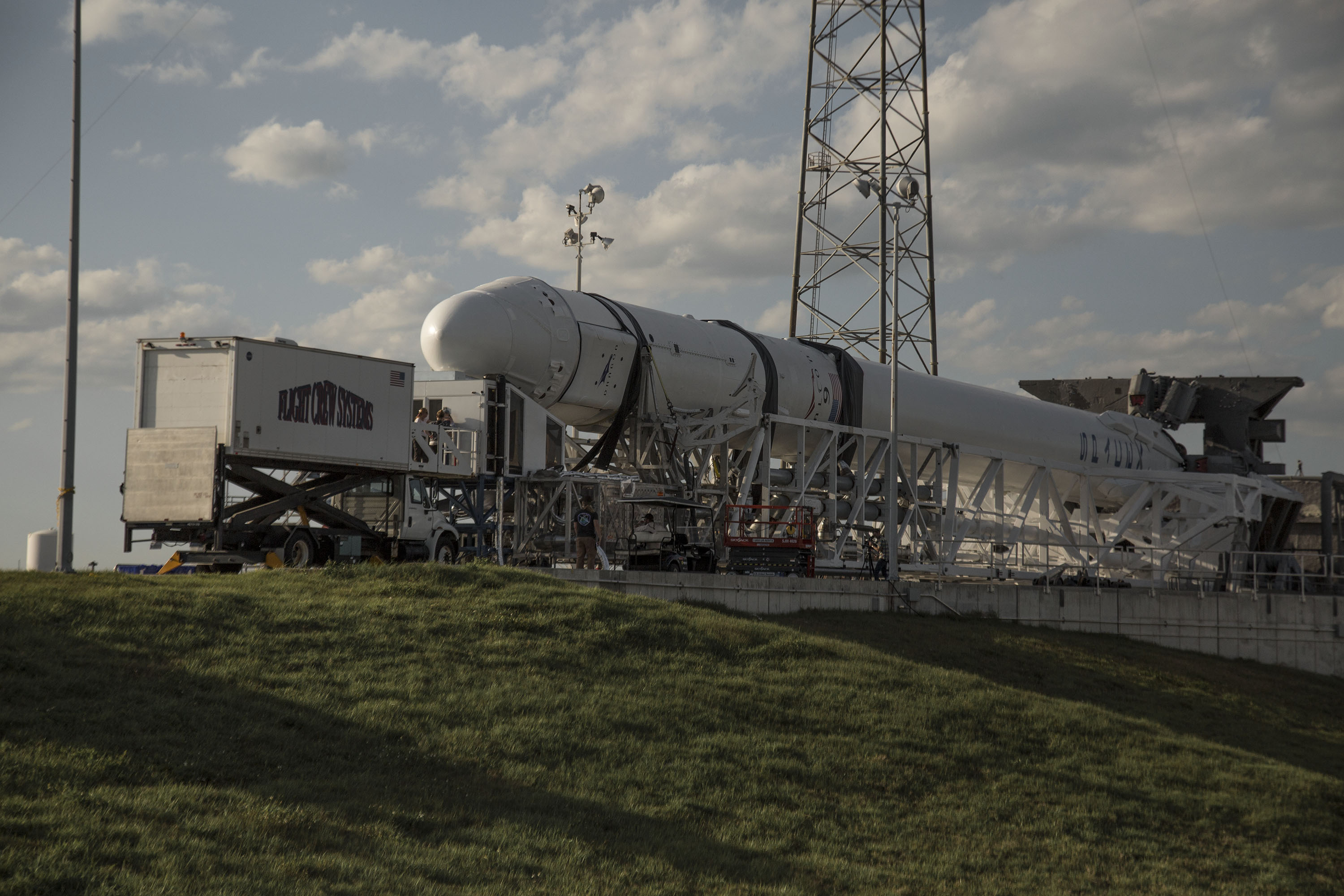
Завантаження в Dragon свіжих овочів і фруктів, а також окремих науково-дослідних матеріалів у день запуску.

Серед наукового обладнання на МКС буде доставлено:
- VEGGIE — обладнання для вирощування рослин на станції, в рамках проекту Veg-03 буде вирощуватися капуста сорту Tokyo Bekana.
- Rodent Research 3 — третя житлова міні-лабораторія для вивчення на лабораторних мишах  атрофічних процесів в скелетних м'язах і кістках під впливом мікрогравітації.
- Microbial Observatory 1 — протягом року будуть вивчатися зразки мікроорганізмів взятих в повітрі і з поверхонь різних модулів станції, це допоможе в розумінні питань виживання і адаптації різних бактерій в умовах космічної станції.
- Micro-10 — експеримент з дослідження впливу мікрогравітації на гриб Aspergillus nidulans.
- Genes in Space-1 — студентський експеримент допоможе з'ясувати, чи може в космосі використовуватися полімеразна ланцюгова реакція (ПЛР) для вивчення молекули ДНК.

## Повернення першого ступеня

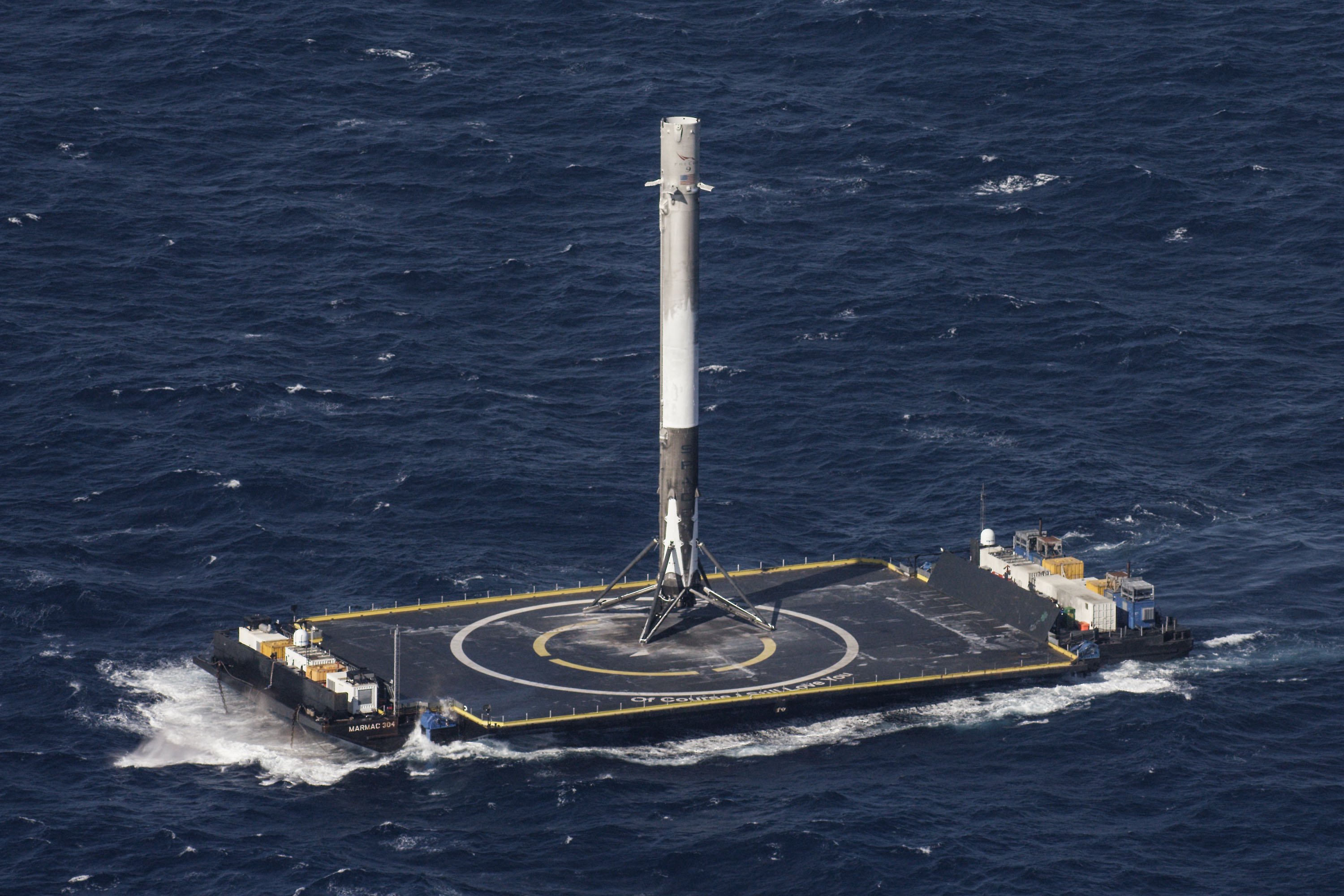
Перший ступінь після вдалої посадки на плавучу платформу

Хоча профіль місії дозволяє повернути перший ступінь ракети-носія Falcon 9 до місця запуску на майданчик  посадкової зони 1, SpaceX від початку планував посадку першого ступеня на плаваючу платформу Autonomous Spaceport Drone Ship, розташовану в 300 км на північний схід від місця запуску. Компанія мала на меті відпрацювати посадку на платформу для майбутніх запусків на  геоперехідну орбіту.
Перший ступінь вперше зробив успішну посадку на плаваючу платформу Autonomous Spaceport Drone Ship з назвою «Of Course I Still Love You» через 8,5 хвилин після запуску з  мису Канаверал.
Відразу після приземлення паливні баки ступені були провентильовані, за деякий час обслуговувальний персонал з корабля підтримки прибуде на платформу і прикріпить посадочні опори до палуби за допомогою сталевих опор-«черевиків» для того, щоб запобігти падінню ступені через хилитання на хвилях. Прибуття платформи до порту на мисі Канаверал очікується у неділю, 10 квітня, після чого ступінь буде доставлено до ангара стартового комплексу LC-39A. Після обстеження і багаторазового повторного запалювання, за вдалих підсумків тестування цей модуль, можливо, буде використано для повторного запуску за декілька місяців.

Платформа прибула в порт Канаверал зранку 12 квітня. Після кількох годин підготовки, ступінь був знятий з платформи з допомогою крана і поміщений на спеціальний стенд, що дозволяє від'єднати посадочні стійки.

## Світлини

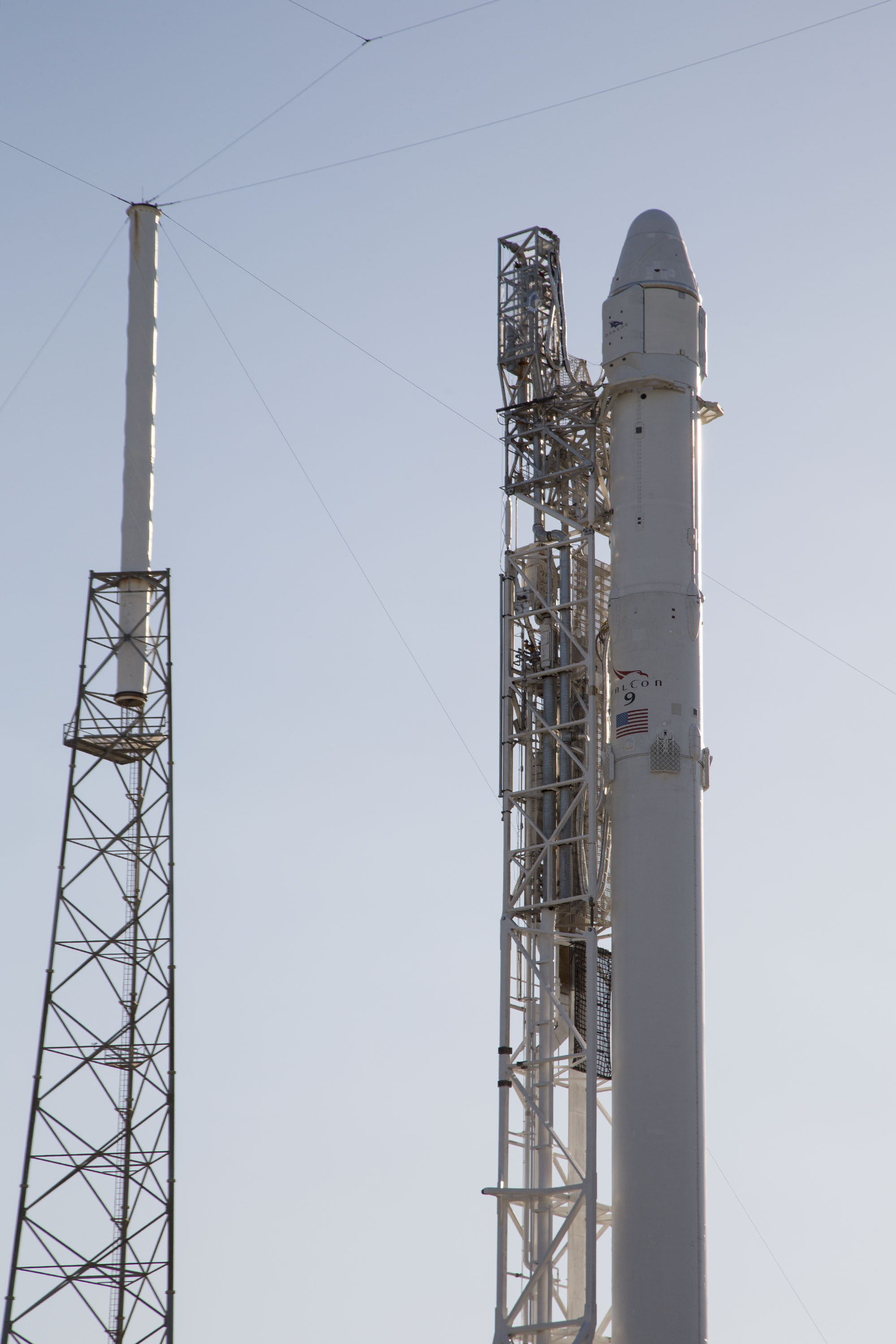
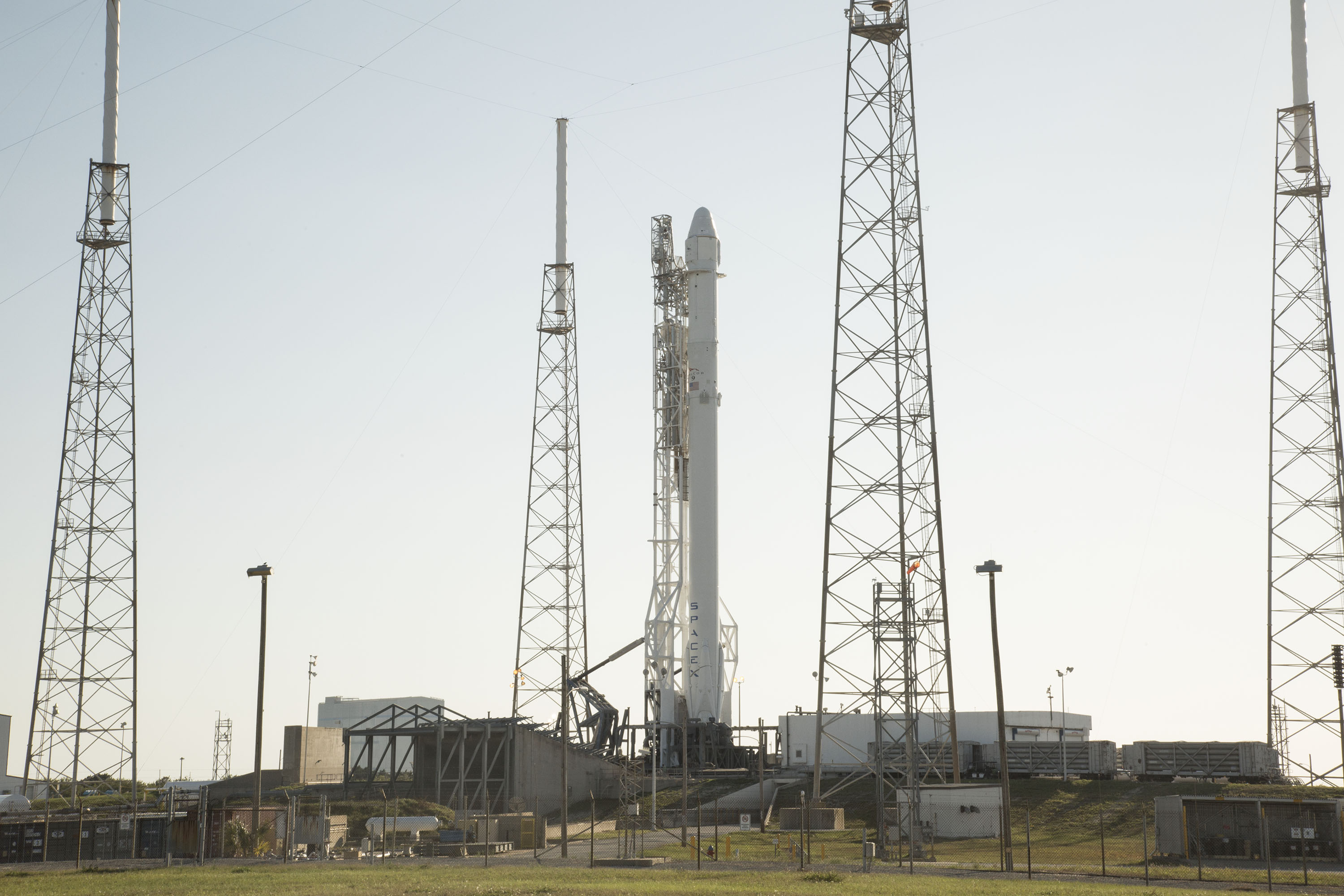
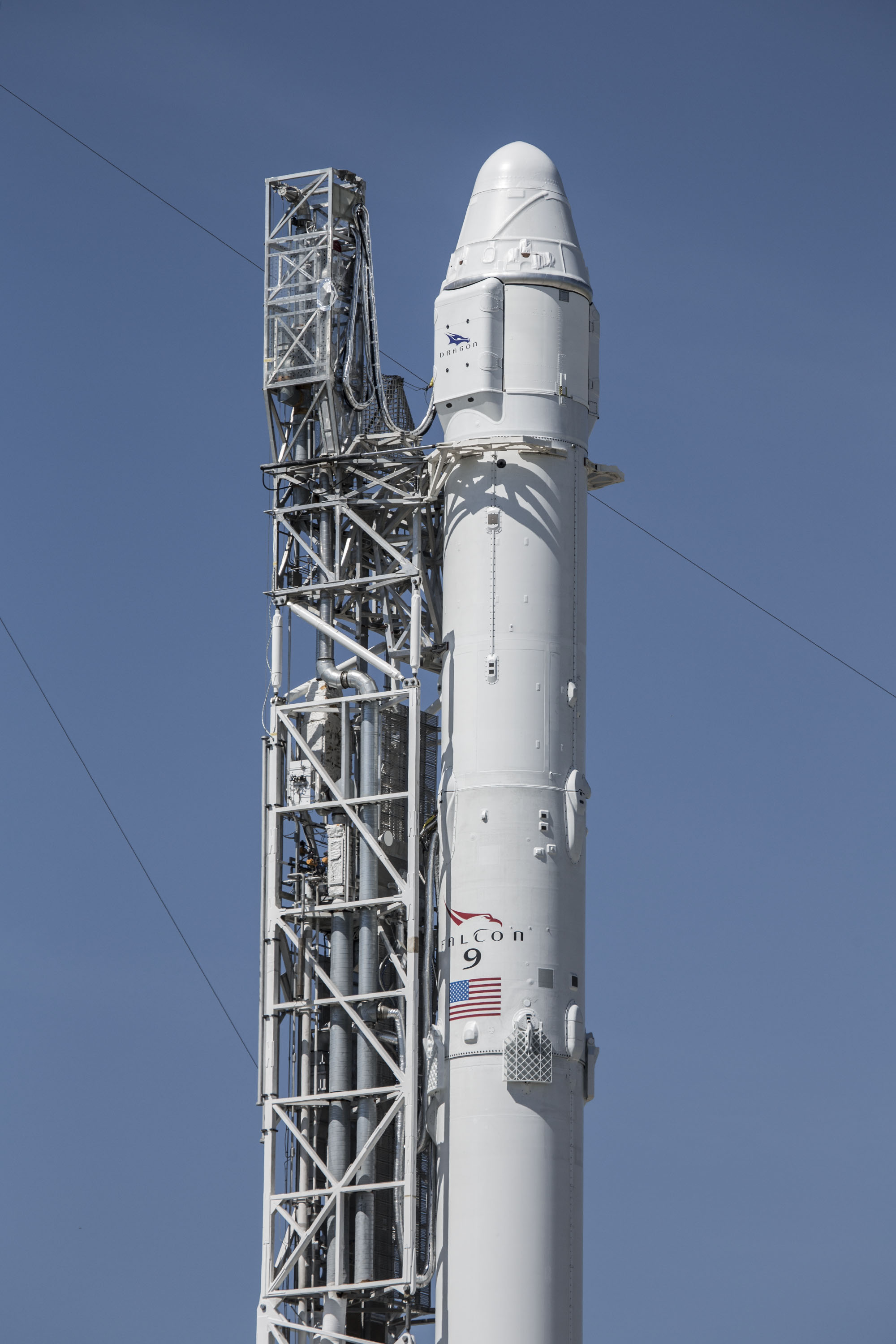
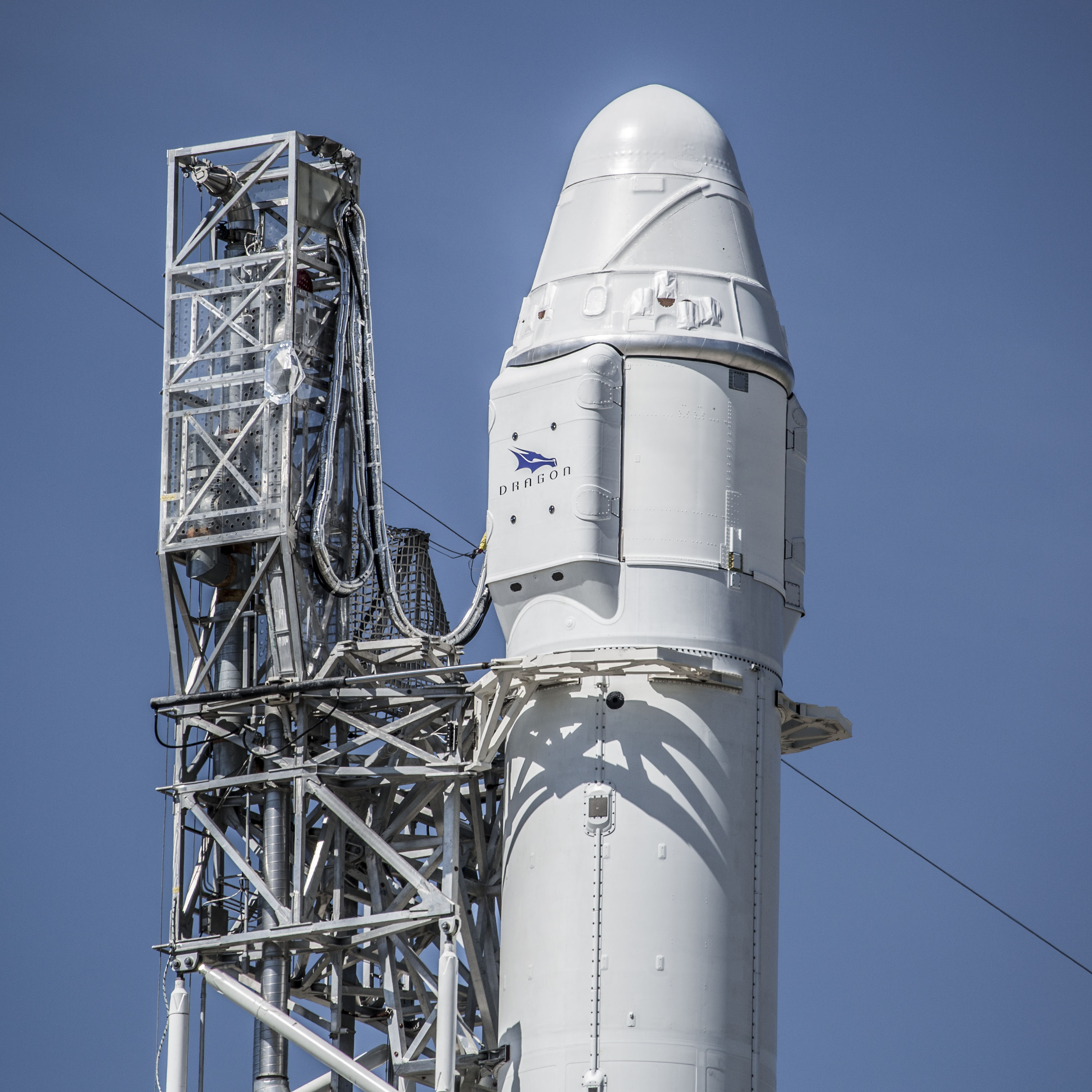
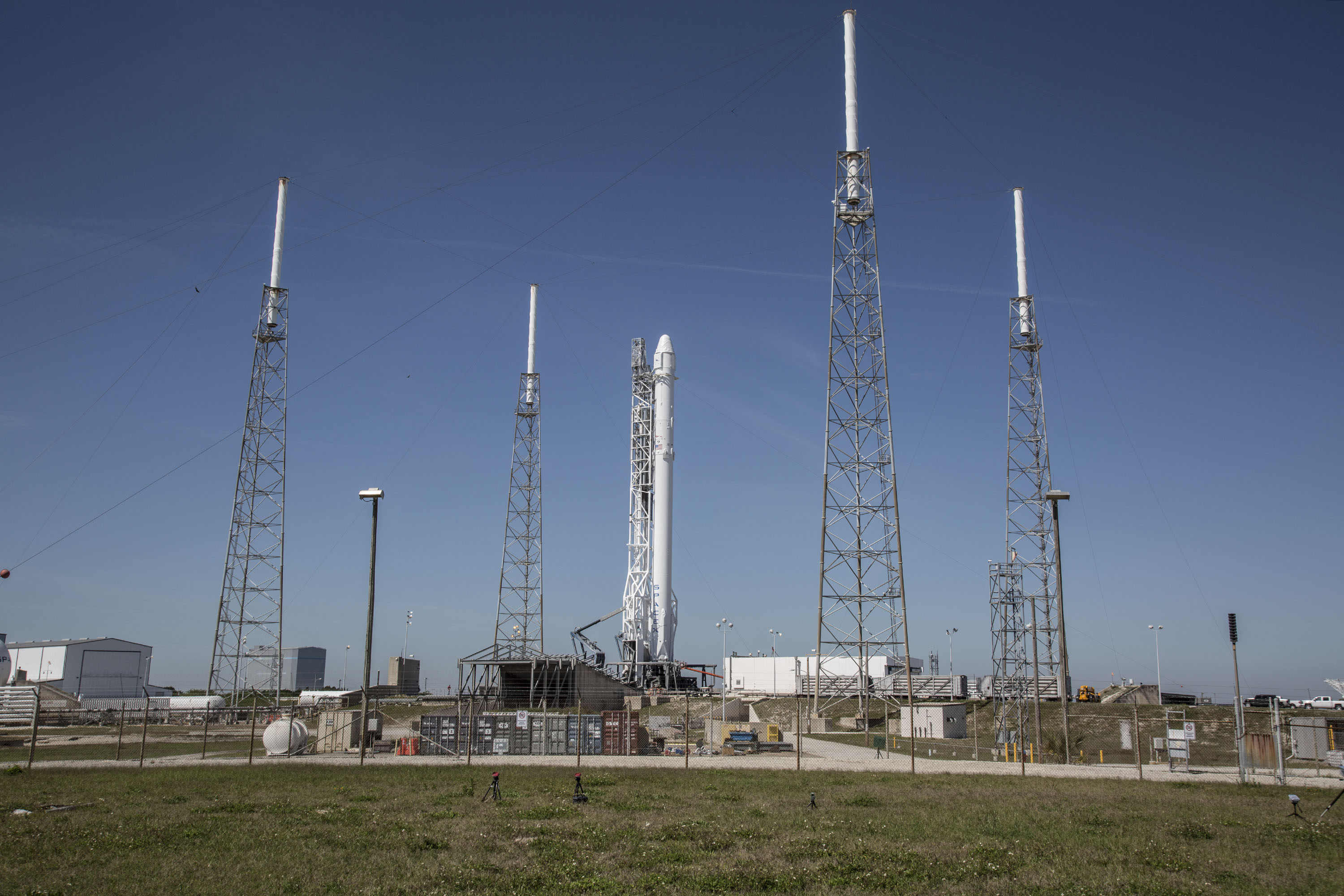
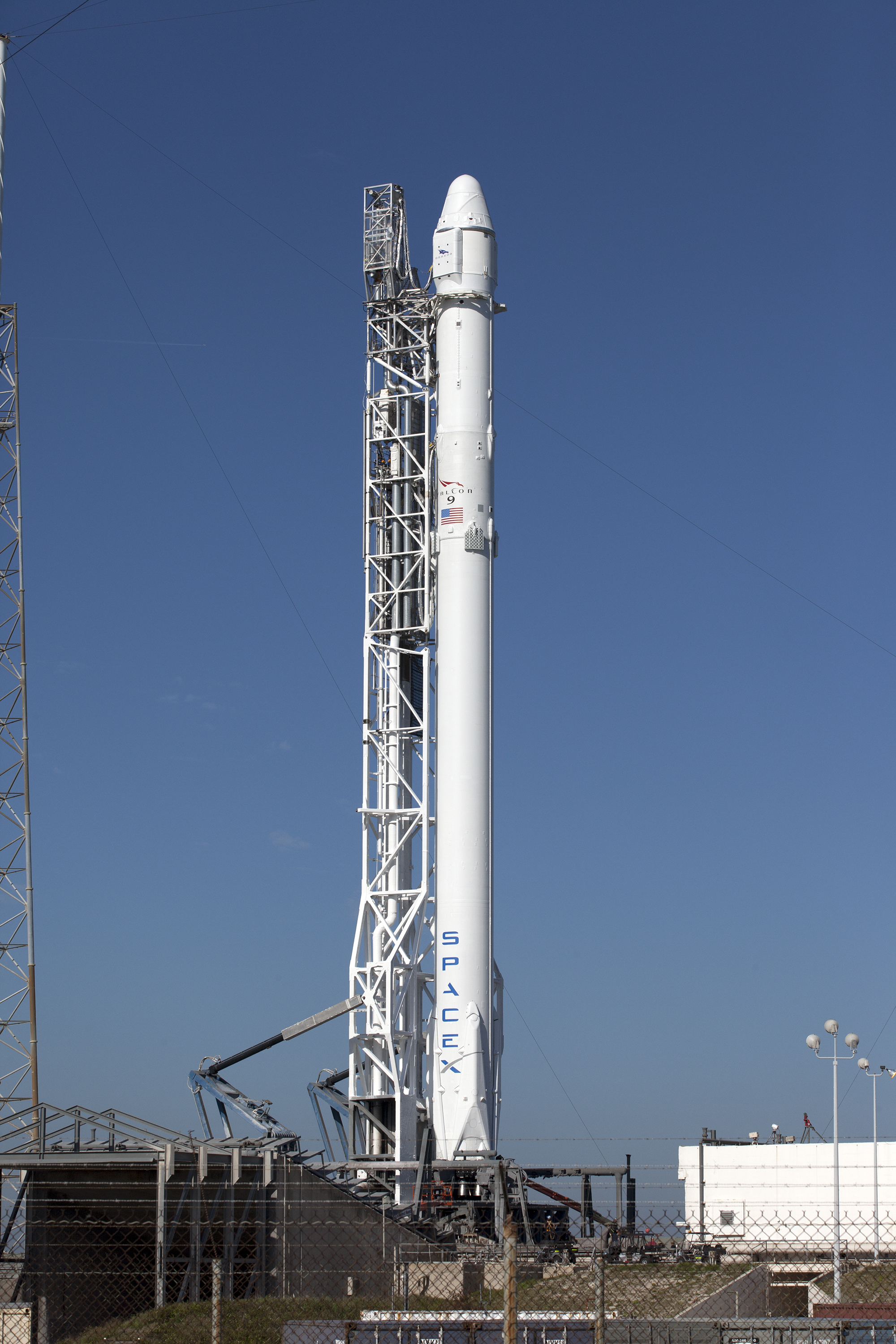
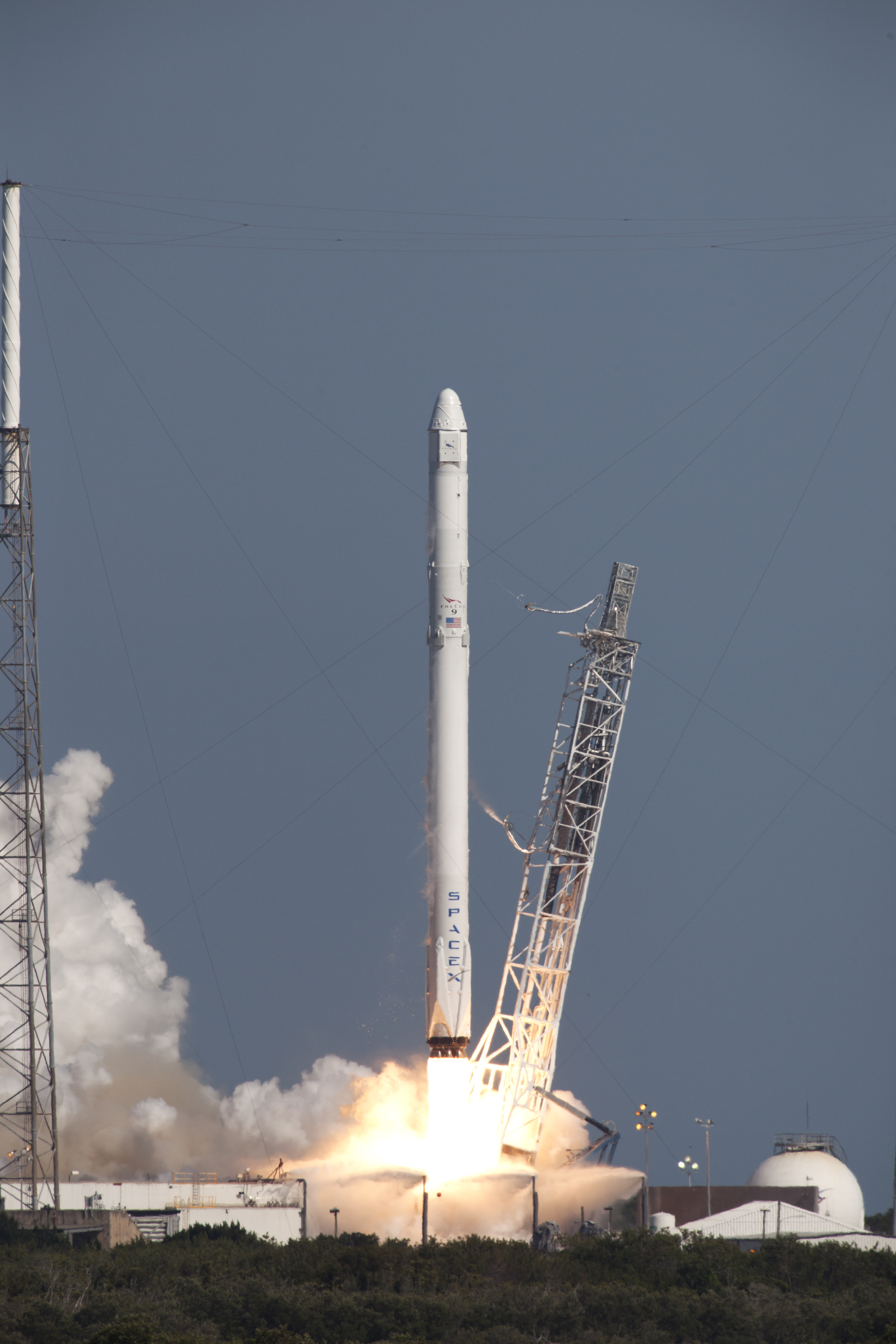
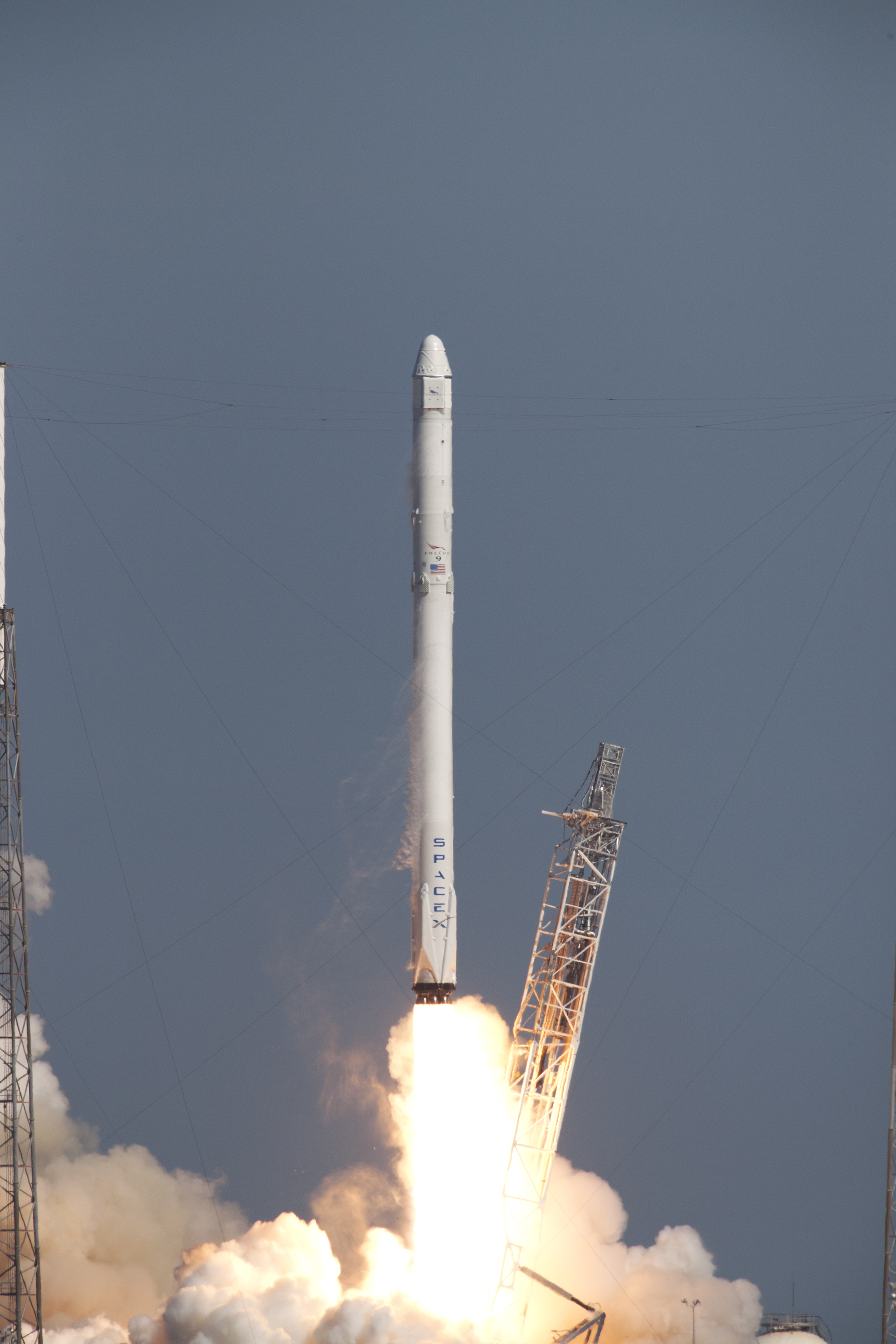
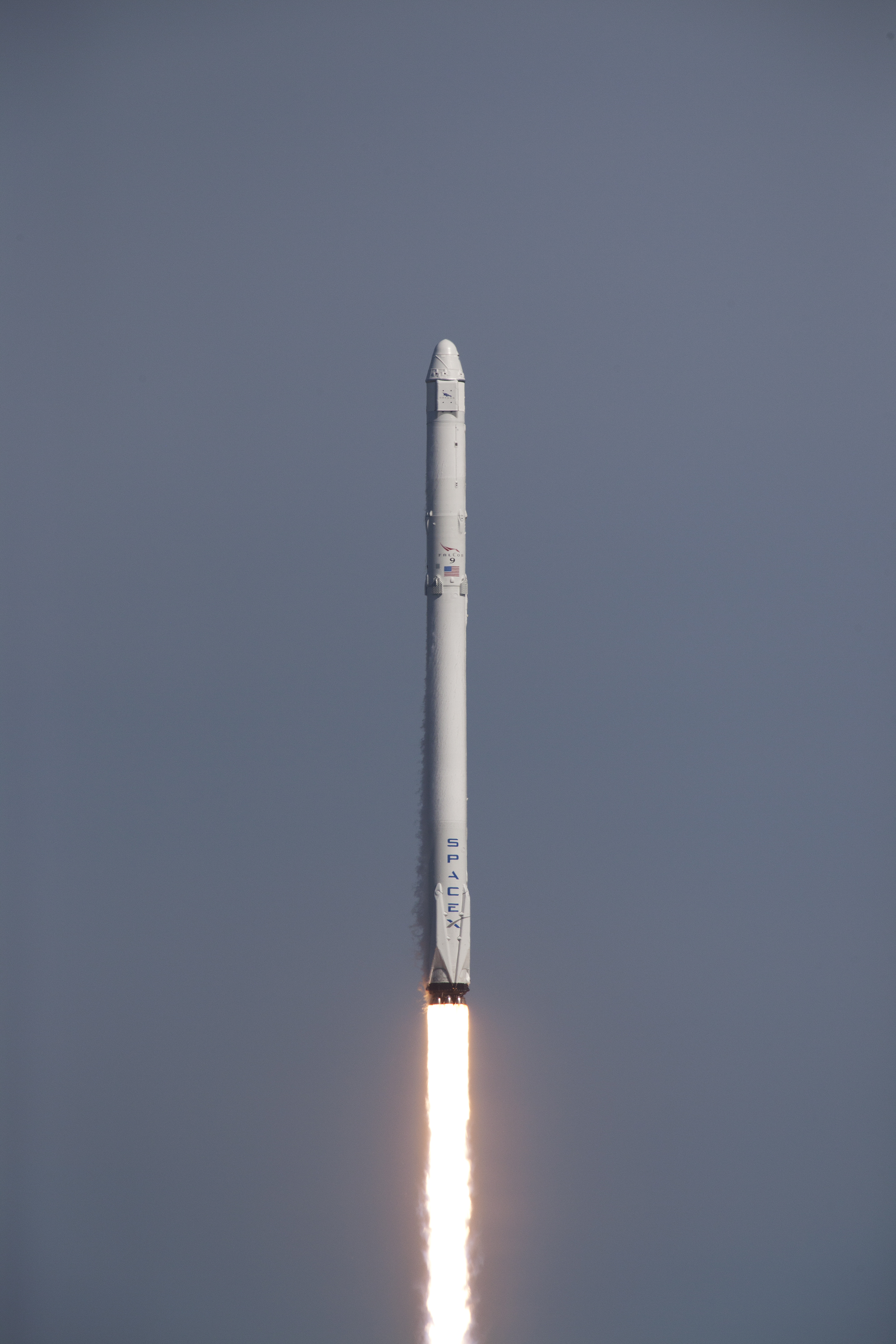
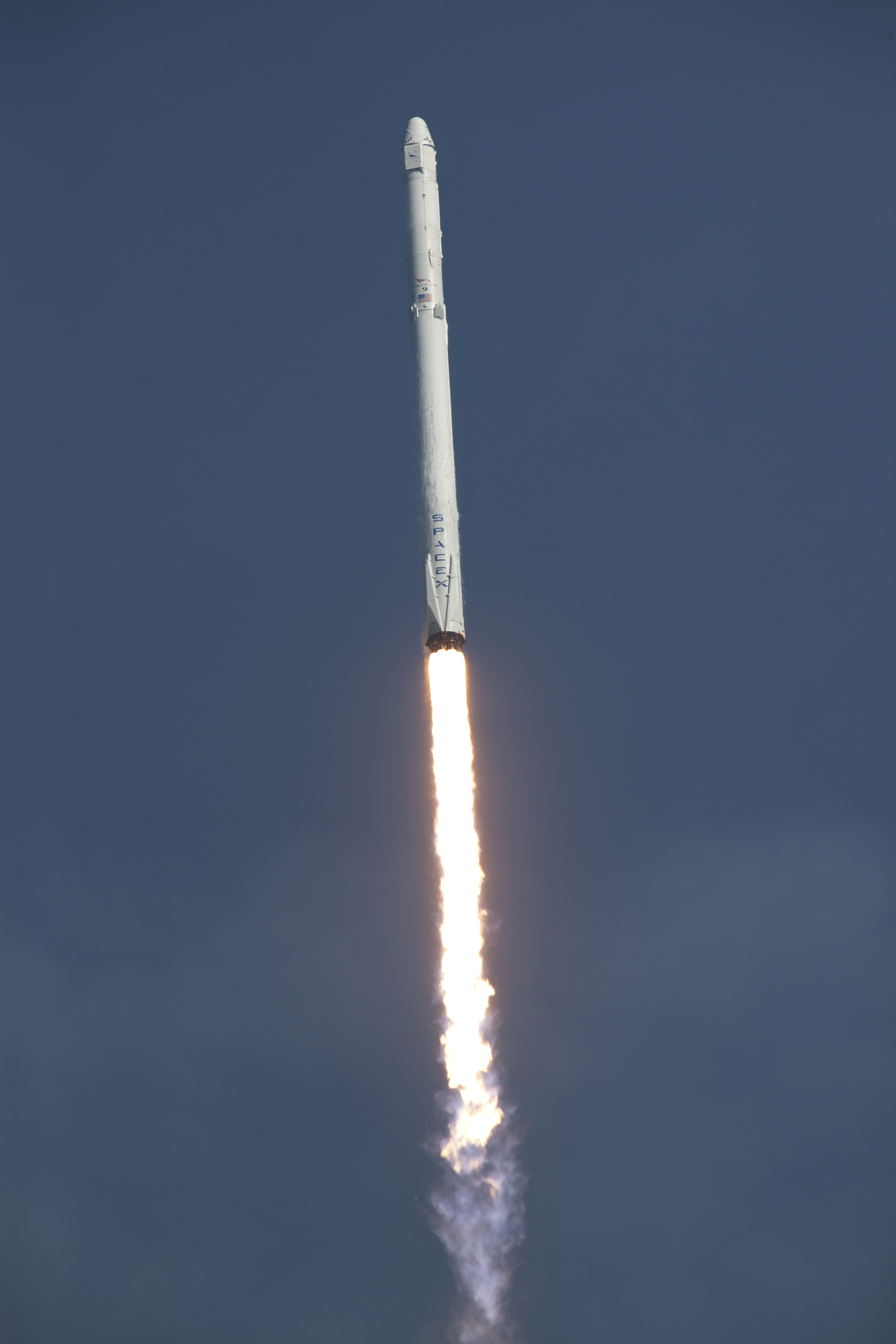
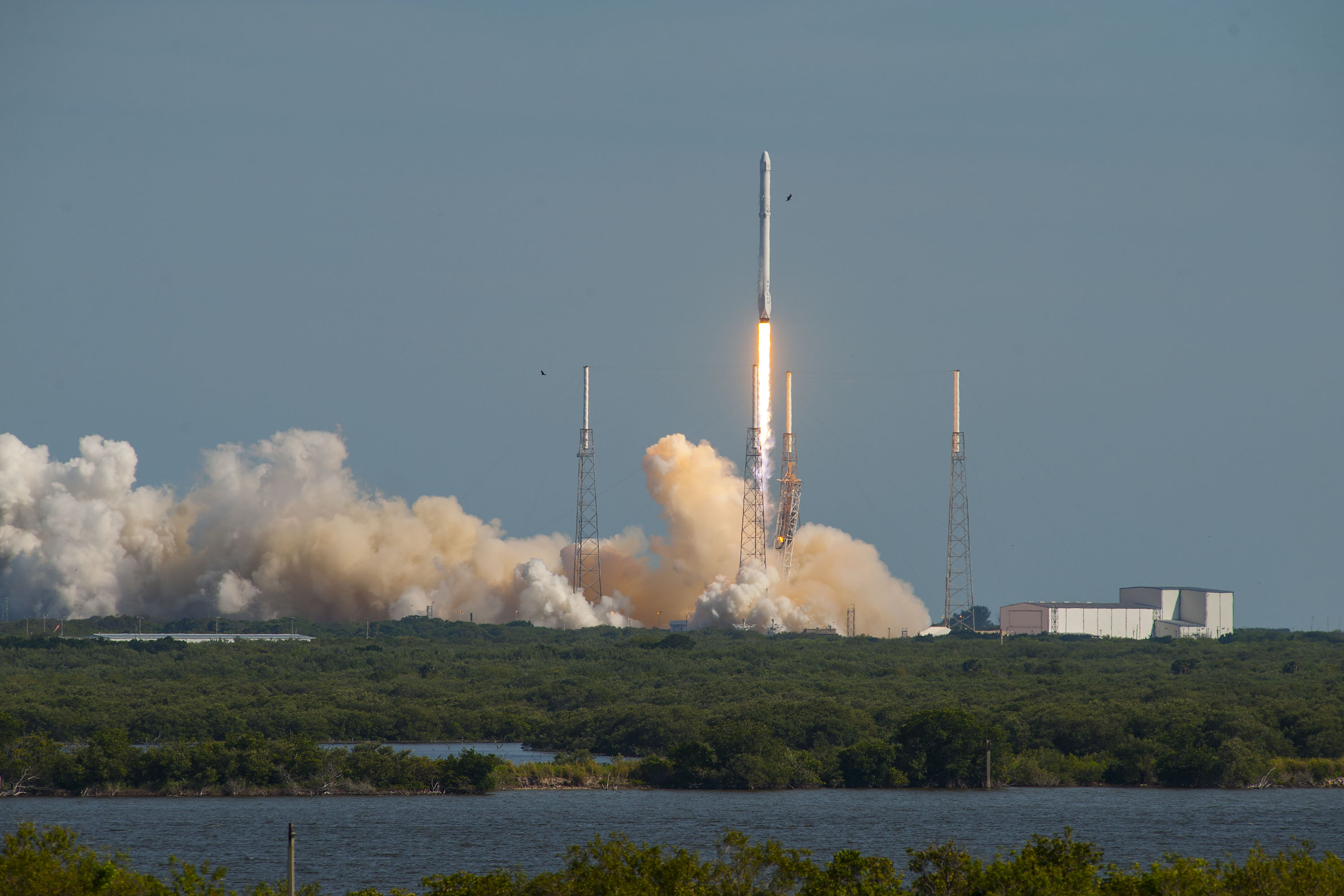
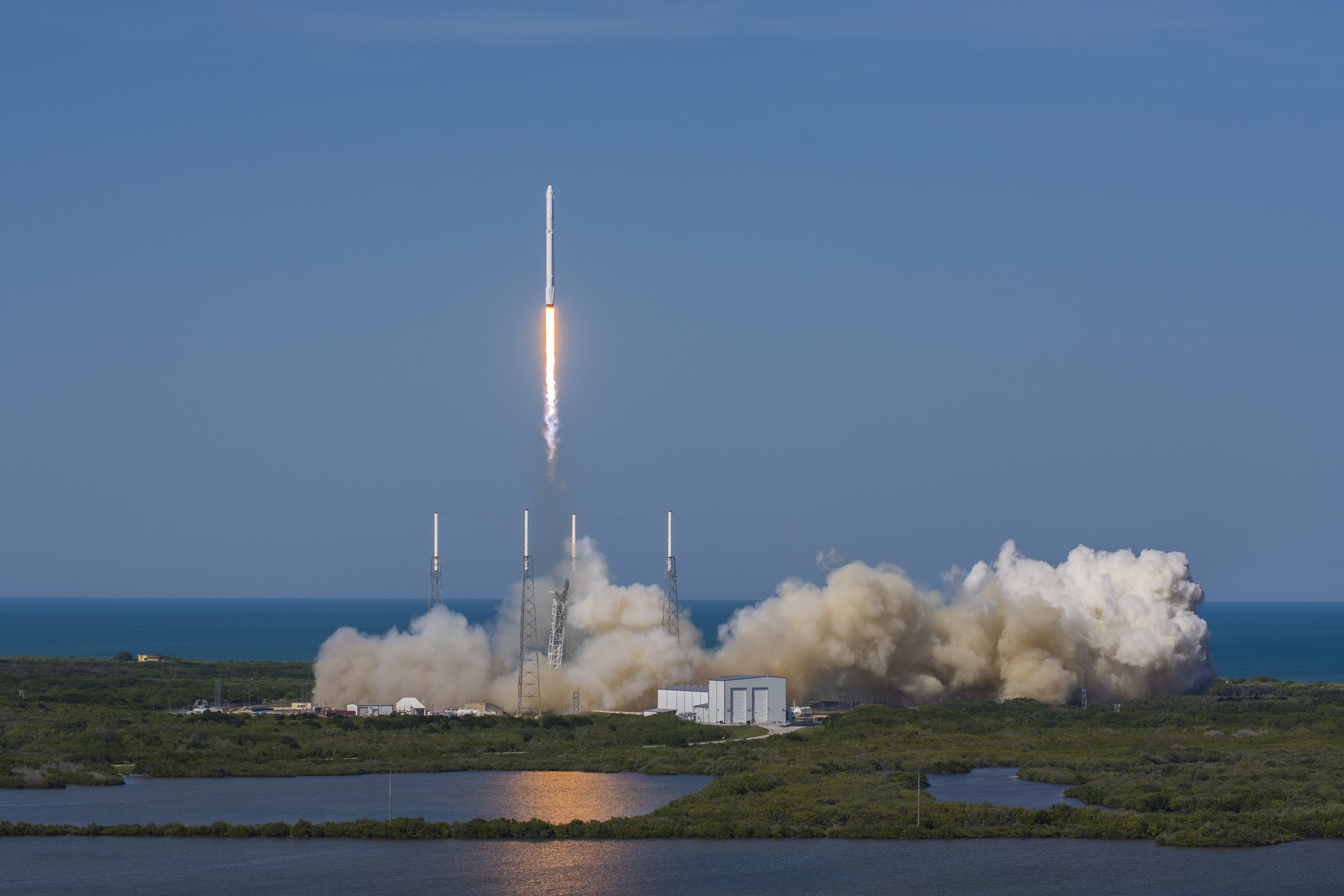

## Розстикування і повернення
11 травня вантажний корабель «Dragon» місії SpaceX CRS-8 о 11:02 (UTC) було від'єднано від нижнього вузла (Node 2) модуля «Гармоні» МКС. Після відводу його маніпулятором Канадарм2 від станції автоматичний корабель о 13:19 від'єднався від маніпулятора і перейшов до завершальної фази свого польоту. О 18:15 він успішно приводнився в Тихому океані за 420 км від узбережжя Каліфорнії. «Dragon» доставив на Землю біологічні матеріали, отримані в ході наукових експериментів річної експедиції 2015/2016 рр. загальною вагою 1600 кг.

## Інтернет-ресурси
- NASA [Архівовано 23 грудня 2003 у Wayback Machine.]
- CRS-8 press kit [Архівовано 13 квітня 2016 у Wayback Machine.], SpaceX, 7 April 2016.